# Vasilissa Olga (D15)
Il Vasilissa Olga (distintivo ottico D15) fu un cacciatorpediniere della Regia marina greca, entrato in servizio nel febbraio 1939; come il gemello Vasilief Georgios, fu costruito nei cantieri del Regno Unito come versione modificata dei cacciatorpediniere classe G della Royal navy britannica.
Durante la seconda guerra mondiale il Vasilissa Olga prese parte agli scontri della battaglia del Mediterraneo al fianco degli Alleati, servendo nel corso della campagna di Grecia e operando come unità di scorta ai convogli nelle acque del mar Mediterraneo e dell'oceano Indiano. Più avanti nel corso del conflitto prese parte allo sbarco in Sicilia e allo sbarco di Salerno; impegnato negli scontri della campagna del Dodecaneso, il cacciatorpediniere fu affondato il 26 settembre 1943 da bombardieri tedeschi nel porto di Lakki a Lero.

## Storia

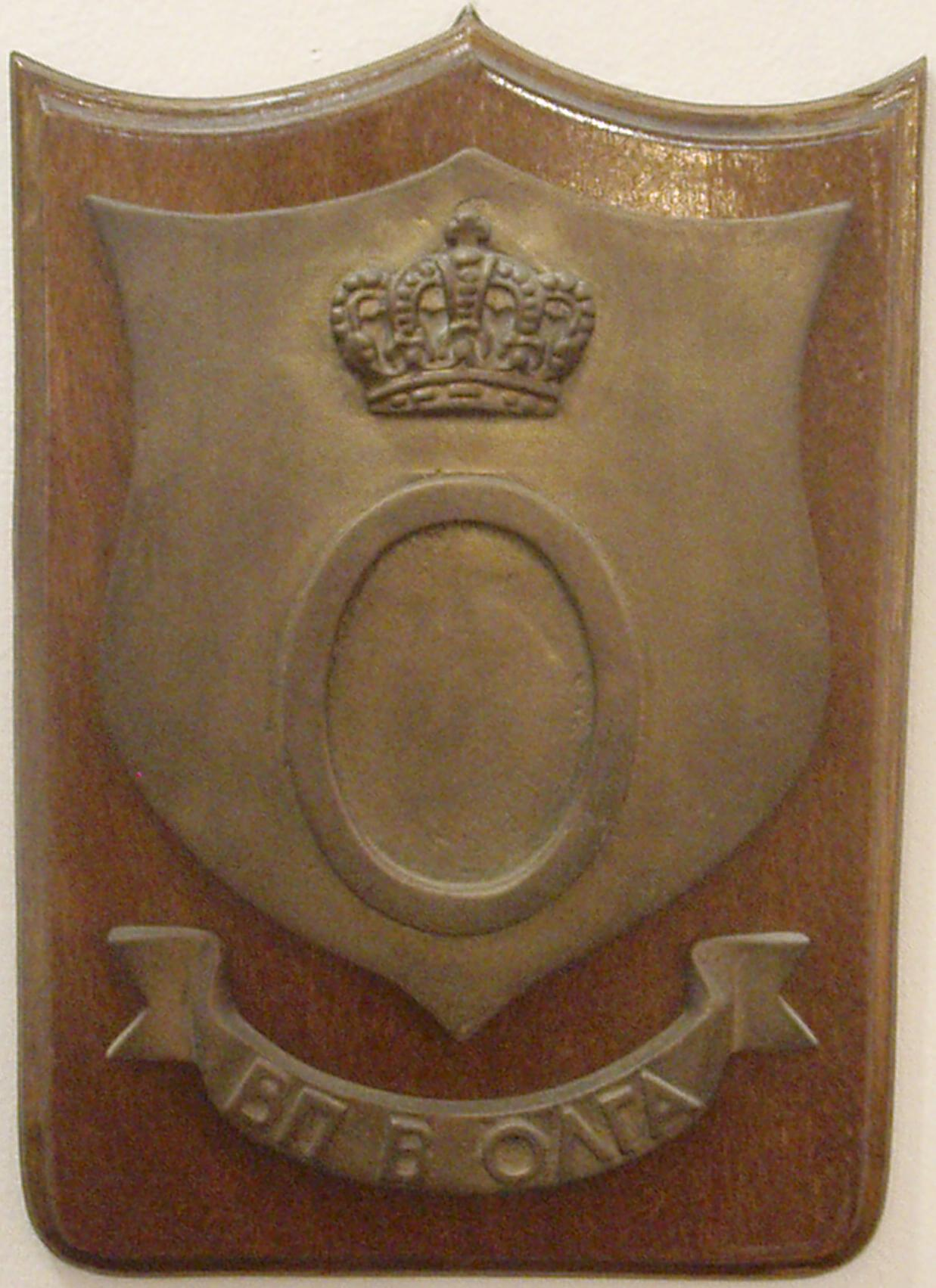
Lo stemma del Vasilissa Olga, conservato nel museo di La Canea

Le unità classe Vasilefs Georgios furono ordinate il 29 gennaio 1937, come parte di un programma di riarmo navale comprendente la realizzazione di un incrociatore leggero e di quattro cacciatorpediniere, con questi ultimi realizzati a coppie nei cantieri britannici e greci. Il Vasilissa Olga ("Regina Olga", in onore di Ol'ga Konstantinovna Romanova) fu impostato nel febbraio 1937 nei cantieri navali della Yarrow & Company di Scotstoun, in Scozia; la nave fu quindi varata il 2 giugno 1938 ed entrò ufficialmente in servizio il 4 febbraio 1939, anche se il suo armamento fu installato successivamente una volta arrivata in Grecia.
Dopo che, il 16 agosto 1940, il sommergibile italiano Delfino ebbe affondato il vecchio incrociatore protetto Elli in un attacco a tradimento davanti l'isola di Tino, il Vasilissa Olga e il gemello Vasilefs Georgios furono inviati nelle acque dell'isola per scortare in patria le navi mercantili presenti in zona. Dopo l'inizio dell'invasione italiana della Grecia il 28 ottobre 1940, il cacciatorpediniere svolse missioni di scorta ai convogli nelle acque di casa nonché due incursioni contro il traffico nemico nel canale di Otranto nelle notti tra il 14 e il 15 novembre 1940 e tra il 4 e il 5 gennaio 1941, incursioni conclusesi però senza aver avvistato alcuna nave nemica. Il Vasilissa Olga e il gemello Vasilefs Georgios trasferirono quindi le riserve auree del governo greco da Atene a Creta il 1º marzo 1941.
Dopo l'inizio dell'invasione tedesca della Grecia il 6 aprile 1941, i due cacciatorpediniere classe Vasilefs Georgios scortarono i convogli alleati tra la Grecia e l'Egitto via Creta. Il 22 aprile il Vasilissa Olga ricevette l'ordine di evacuare da Creta alcuni importanti elementi del governo greco tra cui il viceammiraglio Alexandros Sakellariou, ministro degli affari navali e capo di stato maggiore della Marina greca. Il mese seguente l'unità diresse ad Alessandria d'Egitto e svolse alcune missioni di scorta ai convogli nel Mediterraneo orientale, per poi dirigere in India per svolgere un ciclo di lavori di modernizzazione iniziato il 9 ottobre. Nel corso dei lavori, portati a termine nei cantieri navali di Calcutta, l'armamento del Vasilissa Olga fu rivisto per renderlo più adatto al ruolo di nave scorta dei convogli: l'impianto quadruplo di lanciasiluri di poppa fu sbarcato per installare al suo posto un cannone antiaereo da 76 mm, mentre uno dei cannoni da 120 mm fu eliminato per aumentare la dotazione di bombe di profondità e relativi lanciatori imbarcati. Per ridurre il peso, gli originari cannoni antiaerei da 37 mm furono sbarcati e sostituiti da altrettante mitragliere da 20 mm Oerlikon; l'albero principale venne eliminato e il fumaiolo di prua ribassato per aumentare l'arco di tiro delle armi antiaeree. La nave fu poi dotata di un sonar Type 128.
I lavori furono completati il 5 gennaio 1942 e la nave scortò quindi i convogli nelle acque del Mar Arabico e del Mar Rosso, prima di fare ritorno ad Alessandria il 22 febbraio seguente. Insieme al cacciatorpediniere britannico HMS Jaguar, il Vasilissa Olga stava scortando la petroliera RFA Slavol al largo di Mersa Matruh il 26 marzo quando individuò e attaccò senza esito il sommergibile tedesco U-652; più tardi quello stesso giorno, il sommergibile silurò e affondò tanti il Jaguar che la Slavol. All'inizio di maggio il Vasilissa Olga riportò danni alle eliche dopo essere finito incagliato su un bassofondo mentre scortava un convoglio da Alessandria a Tobruch; dopo le riparazioni, la nave fu trasferita nelle acque dell'oceano Indiano dove svolse missioni di scorta fino a dicembre, quando fece ritorno nel Mediterraneo.

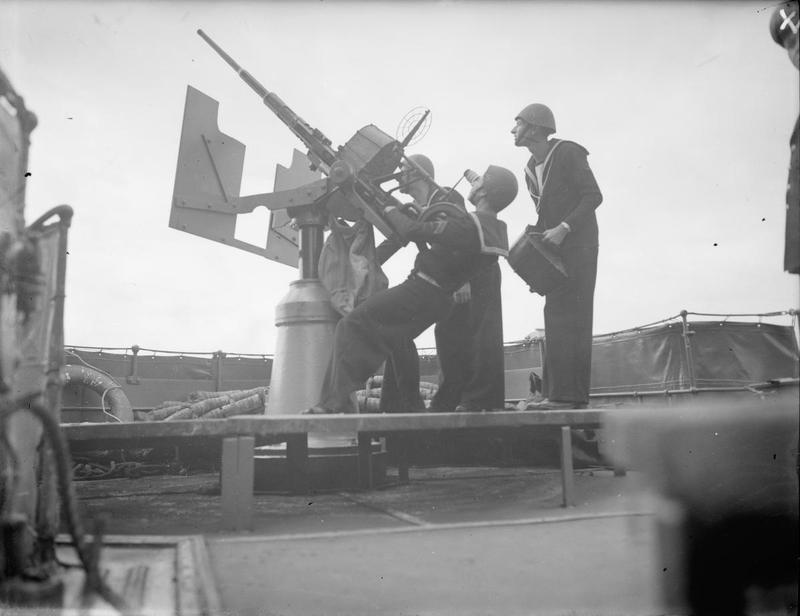
Marinai del cacciatorpediniere mentre manovrano una mitragliera da 20 mm

Il 14 dicembre 1942 il Vasilissa Olga e il cacciatorpediniere britannico HMS Petard attaccarono e obbligarono all'emersione il sommergibile italiano Uarsciek al largo di Malta; l'equipaggio italiano non fu in grado di autoaffondare il battello che fu quindi preso a rimorchio dagli alleati, salvo colare a picco poco più tardi. Il mese seguente, nella notte tra il 18 e il 19 gennaio 1943, il Vasilissa Olga e i cacciatorpediniere HMS Pakenham e HMS Nubian intercettarono e affondarono davanti alle coste della Libia la nave frigorifera italiana Stromboli; tra il 7 e il 24 febbraio seguenti, invece, l'unità fu impegnata in Mar Rosso nella scorta delle navi passeggeri intente a trasportare in patria dall'Egitto gli effettivi della 9th Division australiana.
Il 2 giugno 1943, durante le fasi preparatorie dell'operazione Corkscrew (l'invasione alleata dell'isola di Pantelleria), il Vasilissa Olga e il cacciatorpediniere HMS Jervis ingaggiarono un convoglio italiano al largo di Capo Spartivento, affondando la torpediniera Castore ma lasciandosi sfuggire le altre unità del convoglio. Dopo l'avvio dello sbarco alleato in Sicilia il 10 luglio, la nave fece da scorta alle unità della Covering Force britannica nelle acque del Mar Ionio, oltre a bombardare Catania con le sue artiglierie. Dopo l'annuncio dell'avvenuta stipula di un armistizio tra l'Italia e gli Alleati l'8 settembre 1943, il Vasilissa Olga presenziò alla consegna della flotta italiana a Malta il 10 settembre; il giorno seguente fece ritorno nelle acque italiane per scortare le unità alleate impegnate nello sbarco di Salerno.
Poco meno di una settimana più tardi il cacciatorpediniere fu trasferito nel Mediterraneo orientale per partecipare agi scontri della campagna del Dodecaneso, arrivando ad Alessandria il 16 settembre. Nella notte tra il 17 e il 18 settembre la nave ingaggiò un convoglio tedesco al largo di Stampalia insieme ai cacciatorpediniere HMS Faulknor e HMS Eclipse, affondando le navi da trasporto Pluto e Paula e obbligando il cacciasommergibili tedesco Uj 2104 a spiaggiarsi. L'unità greca fu quindi inviata ad Haifa per imbarcare rifornimenti e 300 soldati del Queen's Own Royal West Kent Regiment destinati a rinforzare la guarnigione britannica di Lero; dopo aver completato la missione, la mattina del 26 settembre il Vasilissa Olga fu sorpreso fermo all'ancora nel porto di Lakki a Lero da una formazione di bombardieri Junkers Ju 88 tedeschi, finendo affondato con la morte di 72 membri del suo equipaggio.